# Rue des Halles (Nancy)
Pour les articles homonymes, voir Rue des Halles.
La rue des Halles est une voie de la commune de Nancy, dans le département de Meurthe-et-Moselle, en région Lorraine.

## Situation et accès
La rue des Halles est placée à l'est du ban communal de Nancy et appartient administrativement au quartier Stanislas - Meurthe.